# جون كولمان مور
جون كولمان مور (بالإنجليزية: John Coleman Moore) هو رياضياتي أمريكي، ولد في 27 مايو 1923 في جزيرة ستاتن في الولايات المتحدة، وتوفي في 2016 في روتشستر في الولايات المتحدة.